# Zonantes signatus
Zonantes signatus är en skalbaggsart som först beskrevs av Samuel Stehman Haldeman 1848.  Zonantes signatus ingår i släktet Zonantes och familjen ögonbaggar. Inga underarter finns listade i Catalogue of Life.